# Richard Marquand
Richard Marquand (Cardiff, 1937. szeptember 22. – Tunbridge Wells, 1987. szeptember 4.) walesi filmrendező, producer, szövegíró.

## Élete és pályafutása
Richard Marquand Cardiffban született Rachel E. Rees és Hilary Marquand gyermekeként. Édesapja, Hilary Marquand, a brit Munkáspárt tagjaként miniszter volt több kormányban is a második világháború után. Öccse, David Marquand, szintén a Munkáspárt politikusaként dolgozott. Richard Marquand a londoni Emanuel Iskolában, a francia Aix-i Egyetemen (jelenleg Aix-Marseille Egyetem), és a Cambridge-i King's College-ban végezte tanulmányait. Hongkongban is élt, ahol elsajátította a mandarin nyelvet. Marquandnak négy gyermeke született: Hannah, Sam, Molly és James. James Marquand szintén filmrendezőként kereste kenyerét.
Az 1960-as évek végén Marquand a BBC-nek készített dokumentumfilmeket, később több filmet és sorozatot is rendezett. Egyes alkotásoknál producerként is tevékenykedett. A Tű a szénakazalban című, kritikusok által kedvelt filmje után George Lucas felkérte, hogy rendezze meg a Csillagok háborúja saga harmadik részét, A jedi visszatér című filmet. A kérésnek Marquand elegett tett. Forgatókönyvírással és írással is foglalkozott, ő írta a Hiába futsz című thriller történetét, amit halála után öt évvel, Jean-Claude Van Damme-mal filmesítettek meg.

## Halála
1987. szeptember 4-én, tizennyolc nappal az 50. születésnapja előtt hunyt el. Halálát stroke okozta. Los Angeles-i Forest Lawn Memorial Park-ban helyezték végső nyugalomra. Legutolsó filmjét, a Bob Dylan főszereplésével készült Hearts of Fire-t már csak halála után, 1987 novemberében mutatták be a mozik.

## Filmográfia

### Film
Filmrendezései
| Év   | Magyar cím          | Eredeti cím          | Megjegyzések                                                                                          |
| ---- | ------------------- | -------------------- | --- |
| 1978 | Ördögi hagyaték     | The Legacy           | |
| 1979 | A Beatles születése | Birth of the Beatles | |
| 1981 | Tű a szénakazalban  | Eye of the Needle    | |
| 1983 | A Jedi visszatér    | Return of the Jedi   | - Marquand őrmester (cameo)                                                                           |
| 1983 | A Jedi visszatér    | Return of the Jedi   | - EV-9D9 (cameo hangja) - magyar hangja: - Breyer Zoltán (1. szinkron) - Antal László (2-3. szinkron) |
| 1984 | Szeptemberig        | Until September      | |
| 1985 | Kicsorbult tőr      | Jagged Edge          | |
| 1987 |                     | Hearts of Fire       | - filmproducer - posztumusz megjelenés                                                                |
| 1993 | Hiába futsz         | Nowhere to Run       | - csak forgatókönyv (sztori) - posztumusz megjelenés                                                  |

Rövidfilmek
| Év   | Eredeti cím                                   | Feladatkör | Feladatkör | Feladatkör | Megjegyzések   |
| Év   | Eredeti cím                                   | Rendező    | Író        | Producer   | Megjegyzések   |
| ---- | --------------------------------------------- | ---------- | ---------- | ---------- | -------------- |
| 1973 | The Iron Village                              | Igen       | Nem        | Nem        | dokumentumfilm |
| 1973 | Between the Anvil and the Hammer              | Igen       | Nem        | Nem        | dokumentumfilm |
| 1975 | Do Yourself Some Good                         | Igen       | Nem        | Nem        | dokumentumfilm |
| 1975 | The Puritan Experience: Making of a New World | Igen       | Igen       | Igen       |                |
| 1975 | The Puritan Experience: Forsaking England     | Igen       | Igen       | Nem        |                |

Egyéb szereplései (önmagaként)
- E.M. Forster 1879-1970 (1970) – dokumentumfilm
- Classic Creatures: Return of the Jedi (1983) – werkfilm
- From Star Wars to Jedi: The Making of a Saga (1983) – werkfilm

### Televízió
| Év      | Cím                     | Tevékenység | Tevékenység  | Tevékenység     | Tevékenység | Megjegyzés                                               |
| Év      | Cím                     | Filmrendező | Filmproducer | Forgatókönyvíró | Egyéb       | Megjegyzés                                               |
| ------- | ----------------------- | ----------- | ------------ | --------------- | ----------- | -------------------------------------------------------- |
| 1963    | This Nation Tomorrow    | Igen        |              |                 |             | TV-sorozat, 3 rész                                       |
| 1963    | The Sky at Night        | Igen        |              |                 |             | Dokumentumfilm sorozat, 2 rész                           |
| 1963-64 | Adventure               | Igen        | Igen         |                 |             | Dokumentumfilm sorozat, 2 rész                           |
| 1964    | Home for Heroes?        | Igen        | Igen         |                 |             | TV-film                                                  |
| 1964    | Birmingham '64          |             | Igen         |                 |             | TV-film                                                  |
| 1964    | The Long Journey        |             |              |                 | Igen        | TV-film; termelési asszisztens                           |
| 1964    | The Colony              |             |              |                 | Igen        | TV-film; termelési asszisztens                           |
| 1964-65 | Landmarks               | Igen        |              |                 |             | Dokumentumfilm sorozat, 2 rész                           |
| 1965    | Inside America          | Igen        |              |                 |             | Dokumentumfilm sorozat, 4 rész                           |
| 1966    | Inside Ireland          | Igen        |              |                 |             | Dokumentumfilm sorozat, 2 rész                           |
| 1966    | Women, Women, Women     | Igen        |              |                 |             | Dokumentumfilm sorozat, 2 rész                           |
| 1967    | Inside Australia        | Igen        |              |                 |             | Dokumentumfilm sorozat, 4 rész                           |
| 1967-70 | One Pair of Eyes        | Igen        |              |                 |             | Dokumentumfilm sorozat, 4 rész                           |
| 1968-70 | Cameron Country         | Igen        | Igen         |                 |             | TV-sorozat, 8 rész + 1 rész (csak producer)              |
| 1970    | Edward II               | Igen        |              |                 |             | TV-film                                                  |
| 1971    | The Search for the Nile | Igen        |              |                 |             | TV -sorozat, 2 rész                                      |
| 1971-73 | Omnibus                 | Igen        | Igen         |                 |             | Dokumentumfilm sorozat, 2 rész, + 1 rész (csak producer) |
| 1975-76 | Pilger                  | Igen        | Igen         |                 |             | Dokumentumfilm sorozat, 5 rész, + 1 rész (csak producer) |
| 1976    | NBC Special Treat       | Igen        |              | Igen            |             | TV-sorozat; 2 rész, + 1 rész (csak forgatókönyv író)     |
| 1987    | Omnibus                 |             |              |                 | Igen        | Dokumentumfilm sorozat, 1 rész, önmaga                   |

## Fordítás
- Ez a szócikk részben vagy egészben  a   Richard Marquand című angol Wikipédia-szócikk fordításán alapul.  Az eredeti cikk szerkesztőit annak laptörténete sorolja fel. Ez a jelzés csupán a megfogalmazás eredetét és a szerzői jogokat jelzi, nem szolgál a cikkben szereplő információk forrásmegjelöléseként.